# Les Enfants d'Isis
Les Enfants d'Isis est le 28e album de la série de bande dessinée Papyrus de Lucien De Gieter. L'ouvrage est publié en 2006.

## Synopsis
Papyrus et la princesse Théti-Chéri se retrouvent pourchassés par les soldats de Pharaon. En effet, ce dernier a décidé de marier sa fille à un prince hittite, au grand désespoir de celle-ci. Mais cette aventure mettra les personnages à rude épreuve, les mettant face à la colère de Seth, plus vengeur que jamais, ainsi qu'à leurs propres sentiments...

## Couverture
Papyrus et Théti-Chéri s'embrassent sous le regard des dieux alors que Seth a juré de se venger.

## Personnages principaux
- Papyrus
- Théti-Chéri
- Mérenptah, pharaon et père de Théti
- Pouin
- Seth
- Phoetus